# 오프 더 메뉴
오프 더 메뉴는 대한민국의 인디 록밴드이다. 2019년 싱글 《off the menu》로 데뷔했다.

## 방송
- 그레이트 서울 인베이전 (2022) - Top45

## 공연
- 먼데이프로젝트 시즌5［청춘의 밤］- 오프더메뉴 단독 콘서트 (2022)
- off the menu 단독 콘서트 ‘Every point of view’：롤링 27주년 기념 공연 (2022)